# 松平信成 (旗本)
松平 信成（まつだいら のぶなり）は、江戸時代中期の旗本（寄合）。堅綱系大河内松平家5代。石高は1000石。

## 生涯
享保4年（1719年）に旗本・松平信晴の次男として江戸で生まれる。延享2年（1745年）12月2日に松平信応の末期養子となり、閏12月2日に遺領を相続する。同月12日に初めて将軍家重に御目見する。
延享3年（1746年）2月12日に小納戸となり、12月18日に布衣の着用を許される。宝暦10年（1760年）5月13日に大御所・家重附となり、家重死後の宝暦11年（1761年）8月4日に寄合に列する。9月6日、再び小納戸となる。宝暦12年（1762年）11月1日、将軍世子・家基附となる。安永8年（1779年）に家基が亡くなったため、4月18日に再び寄合に列する。
安永9年（1780年）4月5日に隠居し、養老料300俵を賜る。天明3年（1783年）5月6日に死去。享年65。

## 備考
信成の代の松平家に仕える用人に滝沢運兵衛興義がいた。明和4年（1767年）に生まれた興義の五男・倉蔵はのちの戯作者曲亭馬琴（滝沢興邦）であり、松平家の屋敷跡地（江東区平野）には「滝沢馬琴誕生の地碑」が立っている。安永4年（1775年）に興義が没した際、滝沢家の俸禄が半減されたため、滝沢家側には不満が残った。安永5年（1776年）、10歳で兄から家督を譲られた倉蔵は信成の孫・八十五郎（信栄）の小姓を勤めていたが、安永9年（1780年）に松平家を出奔している。